# Hara (chi cá)
Hara là một chi cá da trơn bản địa của vùng Nam Á và Đông Nam Á phân bố từ Ấn Độ cho đến Myanmar, Thái Lan, Trung Quốc.

## Các loài
Hiện hành có 10 loài được ghi nhận trong chi này:
- Hara filamentosa Blyth, 1860: Phân bố ở Myanmar và Thái Lan.
- Hara hara (F. Hamilton, 1822): Phân bố ở Ấn Độ, Nepal, Myanmar, Trung Quốc và Bangladesh.
- Hara horai Misra, 1976: Phân bố ở Ấn Độ.
- Hara jerdoni F. Day, 1870: Phân bố ở Ấn Độ và Bangladesh.
- Hara koladynensis Anganthoibi & Vishwanath, 2009: Phân bố ở Ấn Độ.
- Hara longissima H. H. Ng & Kottelat, 2007: Phân bố ở Myanmar.
- Hara mesembrina H. H. Ng & Kottelat, 2007: Phân bố ở miền nam Thái Lan.
- Hara minuscula H. H. Ng & Kottelat, 2007: Phân bố ở Myanmar.
- Hara nareshi Mahapatra & S. Kar, 2015 [1]: Phân bố ở Ấn Độ.
- Hara spinulus H. H. Ng & Kottelat, 2007: Phân bố ở Myanmar.